# Slovensko povojno begunstvo
Slovensko povojno begunstvo ali povojna politična emigracija se navezuje na čas po drugi svetovni, ko je slovensko ozemlje zaradi nestrinjanja ali nasprotovanja komunističnemu vodstvu in strahu pred revolucionarnim nasiljem zapustilo več kot 20.000 ljudi. Med njimi je bil velik delež kulturnikov, gospodarstvenikov in intelektualcev.
Večina se je odpravila na avstrijsko Koroško, del pa v Italijo, kjer so se zatekli v begunska taborišča pod okriljem zaveznikov. V težkih okoliščinah so poskrbeli za bogato družbeno, versko in kulturno življenje. Organizirali so šolstvo na osnovni, poklicni in gimnazijski ravni, obsežno publicistiko in kmetijstvo, vseskozi pa s pevskimi zbori, gledališkimi skupinami, obrtno dejavnostjo in leposlovjem gojili ustvarjalnost.

## Odhod iz domovine
V začetku maja 1945, ko je postajalo jasno, da bo oblast prevzela komunistična partija, so se mnogi civilisti skupaj z domobransko vojsko in drugimi enotami iz Ljubljane preko Pliberka in Ljubelja odpravili na avstrijsko Koroško. Prav tako je s Primorske manjši del odšel v Italijo, mnogi prepričani, da le za krajši čas.
Pot je bila zaradi kraj in obstreljevanja težavna in nevarna, zlasti prehod čez nedokončan predor Ljubelj, ki se je v Borovjah zaključil s partizansko zaporo. S svojimi četami jo je 10. maja 1945 prebil podpolkovnik Vuk Rupnik. Množici je bil s tem omogočen prehod na britansko okupacijsko cono, na kateri so vojaki predali svoja orožja kot vojni ujetniki.
Večina beguncev se je zbrala na Vetrinjskem polju pri Celovcu, kjer so morali za ureditev življenja in postavitev taborišč na neurejenem prostoru poskrbeti sami. Med njimi so bili slovenski predvojni poslanci, člani Narodnega odbora, vodilni člani predvojnega demokratičnega tabora, mnogi župani, pisatelji in publicisti, učitelji, univerzitetni profesorji ter duhovniki. Poleg Slovencev so bile tam še skupine Hrvatov, Srbov, Nemcev in Belorusov, vsega skupaj okoli 35.000 ljudi.
Del beguncev je pot nadaljevalo proti Lienzu ali Beljaku, kjer so se nastanili pri okoliških kmetih, v šolah, župniščih, hotelih ali znancih. Zaradi vse večjega števila ljudi so Angleži več skupin s kamioni odpeljali v Italijo, kjer so se pridružili tistim, ki so v Italijo prišli s Primorske.
Podatki o številu slovenskih beguncev so za tiste, ki so se nastanili v avstrijskih taboriščih, dostopnejši, saj so Angleži statistiko za vsak mesec dosledno in natančno vodili. V Italiji so poročila bolj skopa in pomanjkljiva, poleg tega pa so Slovence pogosto selili in jih označevali pod skupno oznako kot Jugoslovane. Po ocenah Bogdana Kolarja in Janeza Arneža naj bi jih v Italijo prešlo od 4500 do 5000.

## Taborišča v Avstriji
Velik del beguncev je v Vetrinj prišla okoli 12. maja 1945. Nastanili so se na velikem travniku, kjer je angleška uprava ločila civilni in vojaški del taborišča. Prebežniki so, prepuščeni lastni iniciativi, organizirali svoj odbor, ki jih je pred vodstvom taborišča tudi zastopal. Kmalu so začeli izdajati prve publikacije. Prva številka novičarskega lista Domovina v taborišču je izšla že 15. maja, pokrival pa je novice in poročila iz Jugoslavije in mednarodne politike, navodila za življenje v taborišču ter pričevanja.
Neustrezne higienske in zdravstvene razmere v taborišču so zaveznike privedle, da begunce razselijo po drugih taboriščih v Avstriji. Okoli 2600 je bilo preseljenih v Peggetz pri Lienzu, 1600 v Špital ob Dravi in 600 v Šentvid na Glini (tudi ti so kasneje pristali v Špitalu), v Liechtenstein pri Judenburgu pa je odšlo okoli 400 beguncev.
Odločitev o razporeditvi je vodstvo prepustilo slovenskemu taboriščnemu odboru, ki je odločil, da ljudje iz istih krajev ostanejo skupaj in da vsaka skupina beguncev določi svoje vodstvo. Določili so tudi, naj se v vsakem taborišču ustanovi ljudska šola z vrtcem in naj se dijaki in profesorji zberejo v Peggetzu, da bi lahko zagotovili nadaljevanje begunske gimnazije. Pobudnik za ustanovitev gimnazije je bil Marko Bajuk, s svojim delovanjem pa je začela 14. junija.

### Življenjske okoliščine
Slovenski begunci so bivali v težkih razmerah, največkrat v prenaseljenih in prepišnih lesenih barakah ob pomanjkanju tako ležišč kot hrani. Skoraj polovica otrok je bila ob zdravniškem pregledu podhranjenih, čeprav so bili deležni priboljškov, za katere so bili odrasli prikrajšani.

Obenem so bili taboriščniki pod pritiskom vodstva, naj se vrnejo domov, repatriacijskih in zasliševalnih komisij, ki so prihajale iz Jugoslavije. Prepričevanje o varnosti vrnitve se je stopnjevalo s predvajanjem propagandnih filmov o življenju v domovini, nazadnje pa z odločitvijo UNRRE, da relativno uspešno taborišče v Peggetzu zapre, njegove prebivalce pa sredi zime preseli v slabše urejeni Špital. Prostovoljec John Corsellis je odločitve svojih nadrejenih ni odobraval:
Bojim se, da je bila selitev odločena predvsem s ciničnega vidika, češ beguncem je tu tako udobno, da nočejo iti domov; nekoliko neudobnosti jim bo zelo dobro delo in jih opogumilo za vrnitev.
Nekatere barake so preuredili za potrebe kuhinje, šole, tiskarne in gledališča. Poskrbeli so tudi za bogoslužni in molitveni prostor. Večkrat so si morali življenjski prostor deliti s pripadniki drugih narodov. Gibanje taboriščnikov je bilo omejeno s strani taboriščnega vodstva. Vsak je dobil svojo številko in posebno izkaznico, ki je bila namenjena razseljenim osebam (displaced person).
Skupnost je močno zaznamovalo vračanje domobrancev v Jugoslavijo konec maja. Britanci so nameravali vrniti tudi civiliste, a je to preprečil Valentin Meršol, ko jim je očital, da ljudi ne smejo vrniti brez njihovega soglasja. Po vrnitvi okoli 12.000 domobrancev je v taborišču ostalo približno 6000 Slovencev. Vseskozi je taboriščnike povezovalo versko življenje.

### Izobraževalna in kulturna dejavnost
Ljudsko šolo v taborišču je obiskovalo okoli 300 učencev, gimnazijo pa nekaj manj kot 150. Soočali so se zlasti s pomanjkanjem prostora, knjig, učbenikov in drugih šolskih potrebščin. Učno gradivo so zato začeli pisati in tiskati kar sami. V taboriščih je tako nastalo prek 50 učbenikov.
Na gimnaziji so poučevali ravnatelj Marko Bajuk in njegov sin Božidar, Kajetan Gantar starejši, Rajko Ložar, Roman Pavlovčič, Franc Jaklič, Valentin Meršol, Franc Mihelčič, Ljudevit Žagar, Ivo Kermavner, Jože Brodnik, Franc Kozin. Z manjšimi spremembami so se držali učnega načrta, ki je v domovini veljal do 1945, izvajali pa so programe za klasično gimnazijo, realko in učiteljišče. Angleška uprava je dala kakovst izobraževalne dejavnosti tudi oceniti. Nalogo je dobil polkovnik C. W. Baty, ki je na sedmih straneh poročila gimnazijo nadvse pohvalil in izpostavil potrebo po tem, da dijaki s šolanjem nadaljujejo na univerzah. Dejansko so se dijaki z maturitetnimi spričevali begunske gimnazije lahko vpisali na vse fakultete. Skoraj sto študentov pa je študij ob številnih ovirah uspelo nadaljevati na graški univerzi.
Slovenski begunci so skrbeli tudi za raznoliko neformalno izobraževanje. Pripravljali so bralne večere, poljudna in strokovna predavanja, jezikovne, zdravstvene in druge tečaje, tudi za šoferski izpit. Ustanovili so pevske zbore in izvajali gledališke igre. Za sorojake in tuje delegacije so izvedli npr. opereto Pri belem konjičku, pevski zbor pa je za BBC pripravil koncert, ki je bil predvajan tudi v Angliji. Ustanovili so svoj orkester in manjše ansamble ter v lastni tiskarni izdajali svoja glasila. V taboriščih so med drugim delovali France Kremžar, Franc Pernišek, France Blatnik, Karel Mauser, Vladimir Kos. Janez A. Arnež v knjigi navaja, da skupna naklada vseh tiskanih del, med katerimi so časopisi, neumetnostna in literarna besedila, v Avstriji presega 30.000 izvodov.
Obrtniki, bilo je kar nekaj mizarjev, ključavničarjev, čevljarjev, strugarjev in krojačev, so s svojimi izdelki pripravili nekaj odmevnih razstav in si s prodajo priskrbeli zaslužek. Taboriščniki so se obenem s pripravo turnirjev tudi športno udejstvovali.

## Taborišča v Italiji
Največ slovenskih beguncev se je znašla v taborišču v Monigu blizu Trevisa, ki je bil znan že med vojno kot eno izmed fašističnih koncentracijskih taborišč, nato pa so bili prek Forlija preseljeni še v fermski Servigliano in ankoško Senigallijo. Nekateri člani Narodnega odbora, predvojni politiki, študentje in duhovniki so odšli v Rim, od koder so posredovali za begunce v Italiji in Avstriji. Tudi v Italiji so vzpostavili taboriščni odbor, ki je begunce zastopal pred zavezniki. Vodja odbora je bil sprva Karel Škulj, nato pa Stanislav Žitko.
Na bivanjske razmere v Monigu je vplivalo zlasti pomanjkanje postelj, mnogi so morali spati na tleh, in skromna hrana, vsaj dokler niso kuhinje prevzeli Slovenci. Sicer pa taboriščno vodstvo ni omejevalo izhodov iz taborišča, zato so begunci dan lahko izkoristili za obisk okoliških krajev. Posebno pozornost so namenjali verskemu življenju, večkrat pa so bili deležni materialne in gmotne pomoči okoliških duhovnikov, treviškega škofa in papeških odposlancev.
Tudi v Italiji je bil vzpostavljen celoten šolski sistem in že v Monigu so ustanovili slovensko begunsko gimnazijo, ki jo je najprej vodil Srečko Baraga, po preselitvi v Servigliano pa šolnik Ivan Prijatelj. Zavidljivo raven je doseglo tudi kulturno življenje, zlasti z literarno in gledališko dejavnostjo ter Emigrantskim pevskim zborom Slovenija, ki je pod vodstvom Andreja Pogačarja med drugim gostoval v Rimu in na avdienci pri papežu. Uprizarjali so npr. Gogoljevega Revizorja, Shakespearovega Hamleta, Vombergarjevo Vodo in Jalnov Dom. Močno se je razširil tudi begunski tisk, med katerimi je posebno pomemben list Zedinjena Slovenija. Med drugimi sta prosvetne dejavnosti organizirala Jože Peterlin in Vinko Beličič, kasneje posebej dejavna v zamejstvu. Ukvarjali so se tudi s športnimi dejavnostmi, kot je atletika in šah.
Ob pogostih zasliševanjih in preseljevanju navadno v slabša taborišča se je nad begunci izvajal vse večji pritisk, naj se vrnejo v Jugoslavijo. Odnosi med taboriščniki in angleškim vodstvom so se posebej zaostrili po omejevanju kulturnih dejavnosti, zamenjavi taboriščne policije z vojsko in izgonu slovenskih članov odbora ter odredbi majorja S. F. Burnella, da mora taborišče v Senigalliji večina duhovnikov zapustiti. Negotovost in napetosti so se umirile ob prihodu majorja E. Ebswortha. Tako kulturno kot športno življenje je zopet zaživelo in se stopnjevalo vse do odhoda v Argentino. Skupine slovenskih beguncev so se pred odhodom v Argentino in druge države začasno nastanili tudi v taboriščih v Barletti, Riccionu, Jesiju, Lammie Campu, Traniju, Modeni in Eboli, kjer je bila med drugim ustanovljena kulturna sekcija, v okviru katere sta npr. Pavle Borštnik in Oton Jeruc izdala bibliofilski pesniški zbirki Iz mojih temnih dni in Pritaval sem.

## Odhod v Argentino in druge države
V vseh taboriščih po Avstriji in Italiji so bili begunci pod pritiskom zasliševalnih komisij, ki jih je pošiljala zavezniška uprava, ter repatriacijskih komisij, ki so prihajale tudi iz Jugoslavije in vodstvom taborišč posredovale sezname želenih ljudi. Toda ob zavedanju, da bi bila vrnitev v domovino smrtno nevarna, se je le malo Slovencev zanjo odločilo. Zato so v Italiji v začetku 1948 večino slovenskih beguncev preselili v prehodno taborišče v Bagnoliju pri Neaplju, od koder naj bi odpotovali v Argentino. Vodja tamkajšnjega taborišča je bil ponovno major Burnell, a je tokrat posredoval v prid beguncem. Ljudem, ki jih je v izročitev zahtevala Jugoslavija – med njimi so bili ravnatelj Ivan Prijatelj, Anton Orehar, Božidar Fink, Franc Bajlec in Jožko Krošelj – je uredil prevoz v Rim, kjer so dobili lažne dokumente, nato pa iz Genove odpluli v Argentino. Veliko vlogo pri preseljevanju je imel preselitveni odbor v Rimu, zlasti Miha Krek. Iskanje držav za preselitev ni bilo enostavno, po uspešnem posredovanju Janeza Hladnika pri argentinskem predsedniku pa se je večina slovenskih beguncev tako iz Avstrije kot Italije odločila za Argentino.

## Opomba
1. ↑  Organizacija Združenih narodov za pomoč in obnovo (United Nations Relief and Rehabilitation Administration)